# 一九八七年代議政制發展檢討綠皮書
《一九八七年代議政制發展檢討綠皮書》，全名為《綠皮書：一九八七年代議政制發展檢討》，是香港政府於1987年5月發表的一份有關香港政治制度的諮詢文件。這份文件為殖民地時期的香港政制改革的檢討，目的是考慮應否在1988年進一步發展香港之代議政制，以及如要進一步發展，應採用何種方式。

## 緣起
1984年11月，香港政府發表《白皮書：代議政制在香港的進一步發展》，目的就1985年在香港政府中央階層推行下一階段代議政制問題，訂明香港政府之各項意向；白皮書所載結論中，提及應在1987年進一步檢討代議政制發展之進度。

## 內容
該項檢討將在香港現有憲制架構之範圍內進行，亦會充份顧及中英兩國政府關於香港問題之聯合聲明之有關規定；本綠皮書之發表，表明1987年檢討之第一階段經已展開。綠皮書提出香港要建立一個使其權力穩固地立根於香港，有充份權威代表港人意見，同時更能較直接向市民負責的政制，所指的也就是代議政制，其最終目標就是循序漸進地發展民選政府機關。綠皮書內容包括：（甲）綜合檢討地區、區域和政府中央各階層之政制發展情況；（乙）評估自《一九八四年代議政制白皮書》發表以來之發展情況，和市民對這些發展之反應：以及（丙）考慮1988年可能作進一步發展之各種可供選擇之方法。文中亦作出具體建議，建議立法局選舉間接選舉。本綠皮書並不就任何選擇之取捨提出建議，但簡略列出贊成和反對各項可供選擇方法之論點，目的是鼓勵市民盡量提出意見；香港政府在綠皮書發表後諮詢市民意見，諮詢期直至1987年9月30日為止。
選舉團的成員，包括所有市政局、區域市政局及區議會的議員，並提出了1991年的香港行政局的非官守議員中，最少應有8名由立法局非官守議員互選出來。